# Грили Сентер (Небраска)
Грили Сентер (енгл. Greeley Center) град је у америчкој савезној држави Небраска.

## Демографија
По попису из 2010. године број становника је 466, што је 65 (-12,2%) становника мање него 2000. године.
| Група             | 2000.       | 2010.       |
| Белци             | 526 (99,1%) | 449 (96,4%) |
| Афроамериканци    | 1 (0,2%)    | 0 (0,0%)    |
| Азијати           | 2 (0,4%)    | 0 (0,0%)    |
| Хиспаноамериканци | 1 (0,2%)    | 12 (2,6%)   |
| Укупно            | 531         | 466         |